# التمرد الألباني 1432-1436
كان التمرد الألباني في الفترة منذ 1432 حتى 1436 عبارة عن سلسلة من النزاعات بين المتمردين الألبان والإمبراطورية العثمانية خلال الفترة المبكرة للحكم العثماني في المنطقة. ثار السكان والنبلاء بقيادة جيرج أرينتي ضد العثمانيين، مدفوعين باستبدال أجزاء كبيرة من النبالة المحلية بملاك الأراضي العثمانيين، وبالحكم المركزي، إضافة إلى نظام الضرائب العثماني.
خلال المراحل المبكرة من التمرد، قُتِل أو طُرِد العديد من أصحاب الأراضي (التيمارات). مع انتشاره، عاد النبلاء الذين ضُمّت ممتلكاتهم من قبل العثمانيين للانضمام إلى التمرد، وبدأت محاولات لتشكيل تحالفات مع الإمبراطورية الرومانية المقدسة. على الرغم من نجاح قادة التمرد في هزيمة الحملات العثمانية المتعاقبة، إلا أنهم فشلوا في الاستيلاء على العديد من المدن المهمة في سنجق ألبانيا. منحت الحصارات المطولة، مثل حصار عاصمة السنجق جيروكاستر، الجيش العثماني وقتًا لحشد قوات كبيرة من أجزاء أخرى من الإمبراطورية وقمع التمرد الرئيسي بحلول نهاية عام 1436. نفذت القوات العثمانية عددًا من المذابح في أعقاب التمرد.
بعد أن أُخمِدَ التمرد بنسبة كبيرة، سُمِح لأولئك الذين قبلوا السيادة العثمانية في البداية بالاحتفاظ بممتلكاتهم واستقلالهم الجزئي، كما مُنِحَت العديد من التيمارات للألبانيين المحليين الذين يشغلون مناصب عليا في الإدارة، وخاصة خلال حكم يعقوب بك مزكا وإسكندر بك. طوال فترة تهدئة الأوضاع، كانت مختلف المناطق، الريفية في المقام الأول، لا تزال في حالة تمرد، كما اندلعت انتفاضات جديدة كتلك الخاصة بتيودور كورونا موزاكي في عام 1437. مع توسيع الإمبراطورية نطاق حكمها في البلقان، استؤنفت محاولات المركزية واستبدال أصحاب التيمارات المحليين بملاك أراضي عثمانيين. كان من شأن هذه السياسات أن تؤدي جزئيًا إلى تشكيل عصبة ليجة تحت قيادة إسكندر بك في عام 1444، ونشأة حقبة جديدة في الحروب العثمانية-الألبانية.

## خلفية
تدريجيًا في أواخر القرن الرابع عشر وأوائل القرن الخامس عشر، هزمت الإمبراطورية العثمانية الإمارات الألبانية المحلية، مُشَكِّلةً سنجق ألبانيا كقسم إداري للإمبراطورية. كجزء من نظام التيمار، استُبدل عدد كبير من اللوردات الإقطاعيين المحليين بالعثمانيين من الأناضول. يشير المسح العقاري (الدفتر) في الفترة منذ 1431 حتى 1432 إلى أن نحو 75% إلى 80% من التيمارات مُنحت للصبايحية العثمانيين المسلمين (الفرسان الإقطاعيين)، في حين مُنحت البقية، وخاصة المناطق النائية التي لم تكن خاضعة للسيطرة العثمانية الكاملة، للصبايحية الألبانيين، سواء المسيحيين أو المسلمين. أدت الاستعاضة عن النبالة القائمة بنظام التيمار إلى صراعات، ونتيجة لذلك، لم تكن العديد من المناطق الريفية خاضعة للحكم العثماني الكامل.
بموجب قانون الضرائب السابق، كان يتعين على المزارعين أن يدفعوا عُشر إنتاجهم الزراعي الموسمي، ودوقية واحدة، و4 غروشن (تُسعا دوقية) لأمراءهم. كان النظام العثماني يهدف إلى زيادة الإيرادات لدعم النفقات العسكرية، وبالتالي فُرضت ضرائب جديدة وعُدِّلت الضرائب القائمة. بالإضافة إلى 1/10 من الإنتاج الزراعي، تعين على العائلات التي اعتنقت الإسلام دفع 22 آقجة (0.6 دوقية تقريبًا)، في حين اضطرت العائلات غير المسلمة إلى دفع 25 آقجة (0.7 دوقية تقريبًا). خضعت كلتا المجموعتين لضرائب إضافية شملت العوارض، وهي ضرائب نقدية سنوية فُرِضت على البيوت المسجلة في السجلات العقارية. كان على غير المسلمين أيضًا دفع 45 آقجة (1.3 دوقية تقريبًا) كجزء من الجزية، واضطروا إلى تزويد الدولة العثمانية بانتظام بمجندين حديثي السن وفقًا للدوشيرمة، التي فرضت تجنيد الشباب في الجيش العثماني واعتناقهم الإسلام.
بناء على ذلك، أسفرت التغييرات في حقوق الملكية، والعلاقات بين اللوردات الإقطاعيين والفلاحين، والنظام الضريبي، وسن الدوشيرمة، عن المزيد من المقاومة. نظرًا لأن التغييرات التي فُرضت على كل من النبلاء والفلاحين نُفّذت بشكل أساسي من خلال التسجيل في السجل العقاري، فقد حاولت العديد من العائلات تجنب التسجيل في استطلاع 1431-1432، واتخذوا المناطق الجبلية ملجأً لهم، بينما أعد النبلاء لنزاع مسلح.